# Allonne (Deux-Sèvres)
Allonne is een gemeente in het Franse departement Deux-Sèvres (regio Nouvelle-Aquitaine) en telt 654 inwoners (1999). De plaats maakt deel uit van het arrondissement Parthenay.

## Geografie
De oppervlakte van Allonne bedraagt 23,4 km², de bevolkingsdichtheid is 27,9 inwoners per km².
De onderstaande kaart toont de ligging van Allonne (Deux-Sèvres) met de belangrijkste infrastructuur en aangrenzende gemeenten.

## Demografie
Onderstaande figuur toont het verloop van het inwonertal (bron: INSEE-tellingen).